# Arco (Minnesota)
Arco is een plaats (city) in de Amerikaanse staat Minnesota, en valt bestuurlijk gezien onder Lincoln County.

## Demografie
Bij de volkstelling in 2000 werd het aantal inwoners vastgesteld op 100.

## Geografie
Volgens het United States Census Bureau beslaat de plaats een oppervlakte van
2,0 km², waarvan 1,7 km² land en 0,3 km² water. Arco ligt op ongeveer 503 m boven zeeniveau.